# Alessandro Ferdinando di Prussia
Alessandro Ferdinando di Prussia (in tedesco Alexander Ferdinand Albrecht Achilles Wilhelm Joseph Viktor Karl Feodor; 26 dicembre 1912 – Wiesbaden, 12 giugno 1985) è stato un principe prussiano.

## Biografia
Il principe Alessandro di Prussia era l'unico figlio del principe Augusto Guglielmo di Prussia, e di sua moglie, la principessa Alessandra Vittoria di Schleswig-Holstein-Sonderburg-Glücksburg. Augusto Guglielmo era un figlio più giovane del Kaiser Guglielmo II.
I suoi genitori divorziarono nel 1920 e sua madre si risposò meno di due anni dopo; la custodia del giovane principe fu assegnata al padre.
Alessandro partecipò alle nozze nel 1932 del principe svedese Gustavo Adolfo, duca di Västerbotten con la principessa Sibilla di Sassonia-Coburgo-Gotha.

## Partito nazista e carriera militare
A partire dal novembre 1939, il principe Alessandro fu un primo luogotenente  dell'aeronautica militare tedesca, di stanza a Wiesbaden.
Come suo padre, che divenne un importante sostenitore del partito nazista, Alessandro divenne anch'egli un sostenitore. Il principe Augusto aveva delle grandi speranze che il cancelliere Adolf Hitler "un giorno avrebbe issato lui o suo figlio Alessandro fino al trono vacante del Kaiser". Il sostegno che padre e figlio diedero al partito emergente provocò forti divergenze tra gli Hohenzollern, con Guglielmo II che li esortava entrambi a lasciare il partito.
Nel 1933 Alessandro lasciò la SA e divenne un soldato dell'esercito regolare tedesco. Nel 1934, da Berlino trapelarono notizie che il principe aveva lasciato le SA perché Hitler lo aveva scelto per succedergli. Il rapporto proseguiva affermando tuttavia che Joseph Goebbels si opponeva alla nomina del principe.
A differenza di molti principi tedeschi che furono sfiduciati da Hitler e privati dei loro comandi militari, Alessandro fu l'unico Hohenzollern confermato al suo posto.

## Matrimonio
Sposò, il 19 dicembre 1938, Irmgard Weygand (22 agosto 1912-3 dicembre 2001), figlia del maggiore Friedrich Weygand. Era la vedova di un maggiore dell'aeronautica militare tedesca, originaria di Wiesbaden, dove si trovava Alessandro. Poiché il matrimonio non era stato approvato, nessuno dei suoi parenti ha partecipato alla cerimonia, ma i colleghi ufficiali parteciparono come testimoni. Ebbero un figlio:
- Stephan Alexander Dieter Friedrich di Prussia(30 settembre 1939-12 febbraio 1993)[1], sposò in prime nozze Heide Schmidt, ebbero una figlia: Stephanie di Prussia, e in seconde nozze Hannelore-Maria Kerscher, non ebbero figli.

## Ascendenza
|                                                                    |                                                          |                                                                        | Genitori                                                           |  |  | Nonni |  |  | Bisnonni                    |  |  | Trisnonni                   |  |
|                                                                    |                                                          |                                                                        |                                                                    |  |  |       |  |  | 8. Federico III di Germania |  |  | 16. Guglielmo I di Germania |  |
|                                                                    |                                                          |                                                                        |                                                                    |  |  |       |  |  | 8. Federico III di Germania |  |  | 16. Guglielmo I di Germania |  |
|                                                                    |                                                          | 17. Augusta di Sassonia-Weimar-Eisenach                                |                                                                    |  |  |       |  |  | 8. Federico III di Germania |  |  |                             |  |
| 4. Guglielmo II di Germania                                        |                                                          |                                                                        |                                                                    |  |  |       |  |  | 8. Federico III di Germania |  |  |                             |  |
|                                                                    |                                                          | 9. Vittoria di Sassonia-Coburgo-Gotha                                  | 18. Alberto di Sassonia-Coburgo-Gotha                              |  |  |       |  |  |                             |  |  |                             |  |
|                                                                    |                                                          | 9. Vittoria di Sassonia-Coburgo-Gotha                                  | 18. Alberto di Sassonia-Coburgo-Gotha                              |  |  |       |  |  |                             |  |  |                             |  |
|                                                                    |                                                          | 9. Vittoria di Sassonia-Coburgo-Gotha                                  | 19. Vittoria del Regno Unito                                       |  |  |       |  |  |                             |  |  |                             |  |
| 2. Augusto Guglielmo di Prussia                                    |                                                          | 9. Vittoria di Sassonia-Coburgo-Gotha                                  |                                                                    |  |  |       |  |  |                             |  |  |                             |  |
|                                                                    |                                                          | 10. Federico VIII di Schleswig-Holstein-Sonderburg-Augustenburg        | 20. Cristiano di Schleswig-Holstein-Sonderburg-Augustenburg        |  |  |       |  |  |                             |  |  |                             |  |
|                                                                    |                                                          | 10. Federico VIII di Schleswig-Holstein-Sonderburg-Augustenburg        | 20. Cristiano di Schleswig-Holstein-Sonderburg-Augustenburg        |  |  |       |  |  |                             |  |  |                             |  |
|                                                                    |                                                          | 10. Federico VIII di Schleswig-Holstein-Sonderburg-Augustenburg        | 21. Luisa Sofia di Danneskiold-Samsøe                              |  |  |       |  |  |                             |  |  |                             |  |
| 5. Augusta Vittoria di Schleswig-Holstein-Sonderburg-Augustenburg  |                                                          | 10. Federico VIII di Schleswig-Holstein-Sonderburg-Augustenburg        |                                                                    |  |  |       |  |  |                             |  |  |                             |  |
|                                                                    |                                                          | 11. Adelaide di Hohenlohe-Langenburg                                   | 22. Ernesto I di Hohenlohe-Langenburg                              |  |  |       |  |  |                             |  |  |                             |  |
|                                                                    |                                                          | 11. Adelaide di Hohenlohe-Langenburg                                   | 22. Ernesto I di Hohenlohe-Langenburg                              |  |  |       |  |  |                             |  |  |                             |  |
|                                                                    |                                                          | 11. Adelaide di Hohenlohe-Langenburg                                   | 23. Feodora di Leiningen                                           |  |  |       |  |  |                             |  |  |                             |  |
| 1. Alessandro Ferdinando di Prussia                                |                                                          | 11. Adelaide di Hohenlohe-Langenburg                                   |                                                                    |  |  |       |  |  |                             |  |  |                             |  |
|                                                                    | 12. Federico di Schleswig-Holstein-Sonderburg-Glücksburg | 24. Federico Guglielmo di Schleswig-Holstein-Sonderburg-Glücksburg     |                                                                    |  |  |       |  |  |                             |  |  |                             |  |
|                                                                    | 12. Federico di Schleswig-Holstein-Sonderburg-Glücksburg | 24. Federico Guglielmo di Schleswig-Holstein-Sonderburg-Glücksburg     |                                                                    |  |  |       |  |  |                             |  |  |                             |  |
|                                                                    | 12. Federico di Schleswig-Holstein-Sonderburg-Glücksburg | 25. Luisa Carolina d'Assia-Kassel                                      |                                                                    |  |  |       |  |  |                             |  |  |                             |  |
| 6. Federico Ferdinando di Schleswig-Holstein-Sonderburg-Glücksburg | 12. Federico di Schleswig-Holstein-Sonderburg-Glücksburg |                                                                        |                                                                    |  |  |       |  |  |                             |  |  |                             |  |
|                                                                    |                                                          | 13. Adelaide di Schaumburg-Lippe                                       | 26. Giorgio Guglielmo di Schaumburg-Lippe                          |  |  |       |  |  |                             |  |  |                             |  |
|                                                                    |                                                          | 13. Adelaide di Schaumburg-Lippe                                       | 26. Giorgio Guglielmo di Schaumburg-Lippe                          |  |  |       |  |  |                             |  |  |                             |  |
|                                                                    |                                                          | 13. Adelaide di Schaumburg-Lippe                                       | 27. Ida di Waldeck e Pyrmont                                       |  |  |       |  |  |                             |  |  |                             |  |
| 3. Alessandra Vittoria di Schleswig-Holstein-Sonderburg-Glücksburg |                                                          | 13. Adelaide di Schaumburg-Lippe                                       |                                                                    |  |  |       |  |  |                             |  |  |                             |  |
|                                                                    |                                                          | 14. Federico VIII di Schleswig-Holstein-Sonderburg-Augustenburg (= 10) | 28. Cristiano di Schleswig-Holstein-Sonderburg-Augustenburg (= 20) |  |  |       |  |  |                             |  |  |                             |  |
|                                                                    |                                                          | 14. Federico VIII di Schleswig-Holstein-Sonderburg-Augustenburg (= 10) | 28. Cristiano di Schleswig-Holstein-Sonderburg-Augustenburg (= 20) |  |  |       |  |  |                             |  |  |                             |  |
|                                                                    |                                                          | 14. Federico VIII di Schleswig-Holstein-Sonderburg-Augustenburg (= 10) | 29. Luisa Sofia di Danneskiold-Samsøe (= 21)                       |  |  |       |  |  |                             |  |  |                             |  |
| 7. Carolina Matilde di Schleswig-Holstein-Sonderburg-Augustenburg  |                                                          | 14. Federico VIII di Schleswig-Holstein-Sonderburg-Augustenburg (= 10) |                                                                    |  |  |       |  |  |                             |  |  |                             |  |
|                                                                    |                                                          | 15. Adelaide di Hohenlohe-Langenburg (= 11)                            | 30. Ernesto I di Hohenlohe-Langenburg (= 22)                       |  |  |       |  |  |                             |  |  |                             |  |
|                                                                    |                                                          | 15. Adelaide di Hohenlohe-Langenburg (= 11)                            | 30. Ernesto I di Hohenlohe-Langenburg (= 22)                       |  |  |       |  |  |                             |  |  |                             |  |
|                                                                    |                                                          | 15. Adelaide di Hohenlohe-Langenburg (= 11)                            | 31. Feodora di Leiningen (= 23)                                    |  |  |       |  |  |                             |  |  |                             |  |
|                                                                    |                                                          | 15. Adelaide di Hohenlohe-Langenburg (= 11)                            |                                                                    |  |  |       |  |  |                             |  |  |                             |  |

## Titoli

### Titoli e stili
- 26 dicembre 1912-19 dicembre 1938: Sua Altezza Reale il principe Alessandro Ferdinando di Prussia[1]